# Райці (Шимський район)
Райці (рос. Райцы) — присілок в Шимському районі Новгородської області Російської Федерації.
Населення становить 5 осіб. Входить до складу муніципального утворення Подгоське сільське поселення.

## Історія
Від 2004 року входить до складу муніципального утворення Подгоське сільське поселення.

## Населення
| 2010 |
| ---- |
| 5    |